# Campionati del mondo di snowboard 2013 - Halfpipe femminile
La gara di halfpipe femminile ai campionati del mondo di snowboard 2013 si è svolta a Stoneham il 19 e il 20 gennaio 2013, con la partecipazione di 31 atlete da 13 nazioni.

## Risultati

### Qualificazione
Le atlete sono state divise in 2 gruppi. Le prime 2 classificate di ogni gruppo si sono qualificate per la finale, altre 6 atlete sono stati ammessi alla semifinale.
| Pos. | Bib | Nome                | Nazione     | Run 1 | Run 2 | Note |
| ---- | --- | ------------------- | ----------- | ----- | ----- | ---- |
| 1    | 4   | Li Shuang           | Cina        | 85,00 | 88,33 | QF   |
| 2    | 17  | Arielle Gold        | Stati Uniti | 85,00 | 56,00 | QF   |
| 3    | 22  | Holly Crawford      | Australia   | 62,33 | 82,00 | QF   |
| 4    | 6   | Kaitlyn Farrington  | Stati Uniti | 76,33 | 81,66 | QF   |
| 5    | 18  | Queralt Castellet   | Spagna      | 77,66 | 81,33 | QSF  |
| 6    | 8   | Sophie Rodriguez    | Francia     | 64,00 | 76,66 | QSF  |
| 7    | 30  | Sun Zhifeng         | Cina        | 56,66 | 66,66 | QSF  |
| 8    | 7   | Mirabelle Thovex    | Francia     | 57,66 | 62,00 | QSF  |
| 9    | 31  | Serena Shaw         | Stati Uniti | 48,00 | 61,66 | QSF  |
| 10   | 10  | Alexandra Duckworth | Canada      | 7,00  | 60,66 | QSF  |
| 11   | 12  | Šárka Pančochová    | Rep. Ceca   | 57,33 | 48,33 |      |
| 12   | 15  | Kelly Marren        | Stati Uniti | 56,66 | 31,33 |      |
| 13   | 13  | Amber Arazny        | Australia   | 44,33 | 54,33 |      |
| 14   | 20  | Mercedes Nicoll     | Canada      | 40,00 | 52,66 |      |
| 15   | 23  | Katie Tsuyuki       | Canada      | 31,66 | 52,33 |      |
| 16   | 14  | Stephanie Magiros   | Australia   | 52,00 | 26,33 |      |
| 17   | 2   | Cilka Sadar         | Slovenia    | 36,33 | 50,00 |      |
| 18   | 5   | Nadja Purtschert    | Svizzera    | 40,66 | 47,33 |      |
| 19   | 26  | Hannah Trigger      | Australia   | 44,66 | 31,66 |      |
| 20   | 27  | Xu Xiujuan          | Cina        | 40,33 | 27,66 |      |
| 21   | 25  | Morena Makar        | Croazia     | 38,66 | 26,66 |      |
| 22   | 29  | Alexandra Fitch     | Australia   | 38,00 | 17,00 |      |
| 23   | 9   | Kateřina Vojáčková  | Rep. Ceca   | 36,66 | 28,33 |      |
| 24   | 28  | Joanna Zając        | Polonia     | 32,33 | 17,00 |      |
| 25   | 11  | Julia Piasecka      | Polonia     | 21,33 | 20,33 |      |
| 25   | 21  | Calynn Irwin        | Canada      | 21,33 | 13,66 |      |
| 27   | 3   | Ursina Haller       | Svizzera    | 9,00  | 19,33 |      |
| 28   | 24  | Wang Xuemei         | Cina        | 14,33 | 14,33 |      |
| 29   | 1   | Anja Štefan         | Croazia     | 12,00 | 3,33  |      |
| -    | 16  | Natallja Karamuška  | Bielorussia | DNS   | DNS   |      |
| -    | 19  | Ella Suitiala       | Finlandia   | DNS   | DNS   |      |

### Semifinale
Le prime 2 atlete si sono qualificate per la finale.
| Pos. | Bib | Nome                | Nazione     | Run 1 | Run 2 | Note |
| ---- | --- | ------------------- | ----------- | ----- | ----- | ---- |
| 1    | 8   | Sophie Rodriguez    | Francia     | 78,00 | 73,00 | Q    |
| 2    | 18  | Queralt Castellet   | Spagna      | 77,00 | 72,50 | Q    |
| 3    | 7   | Mirabelle Thovex    | Francia     | 63,75 | 67,75 |      |
| 4    | 30  | Sun Zhifeng         | Cina        | 64,75 | 38,00 |      |
| 5    | 31  | Serena Shaw         | Stati Uniti | 31,25 | 46,50 |      |
| 6    | 10  | Alexandra Duckworth | Canada      | 20,00 | 8,50  |      |

### Finale
Le atlete compiono due run; per la classifica vale il punteggio migliore.
| Pos.    | Bib | Nome               | Nazione     | Run 1 | Run 2 |
| ------- | --- | ------------------ | ----------- | ----- | ----- |
| Oro     | 17  | Arielle Gold       | Stati Uniti | 79,00 | 65,25 |
| Argento | 22  | Holly Crawford     | Australia   | 66,25 | 77,25 |
| Bronzo  | 8   | Sophie Rodriguez   | Francia     | 72,50 | 17,00 |
| 4       | 6   | Kaitlyn Farrington | Stati Uniti | 70,25 | 36,25 |
| 5       | 18  | Queralt Castellet  | Spagna      | 58,75 | 23,25 |
| 6       | 4   | Li Shuang          | Cina        | 52,75 | 54,00 |